# Tommy Milton

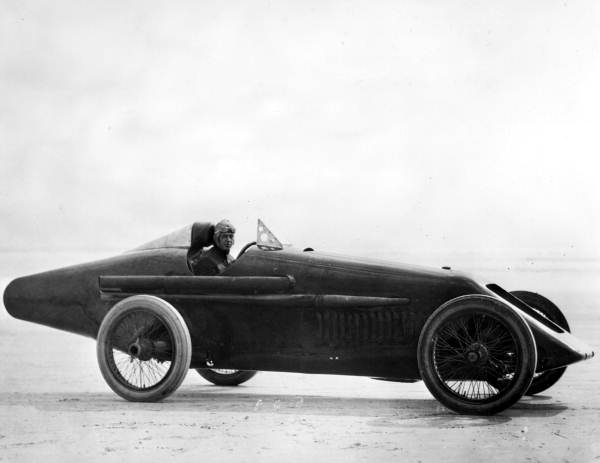
Tommy Milton in zijn racewagen in Daytona Beach, 1920.

Tommy Milton (Saint Paul (Minnesota), 14 november 1893 - Mount Clemens (Michigan), 10 juli 1962) was een Amerikaans autocoureur. Hij was de eerste autocoureur die de Indianapolis 500 twee keer won.

## Carrière
Milton nam tussen 1919 en 1927 acht keer deel aan de Indianapolis 500. Hij won de eerste keer bij zijn derde deelname in 1921, nadat hij vanaf de voorlaatste startrij was vertrokken. Hij reed de race in een Frontenac, een wagen die gebouwd was door Louis Chevrolet, die zelf de Indy 500 vier keer had gereden en mede-oprichter was van de Chevrolet Motor Company. Twee jaar later won Milton de Indy 500 voor een tweede keer nadat hij vanaf poleposition was vertrokken, deze keer in een Miller auto. Naast de twee overwinningen haalde hij nog drie top 10-plaatsen op de Indianapolis Motor Speedway. Hij werd derde in 1920, vijfde in 1925 en tijdens zijn laatste race in 1927 werd hij achtste.
Milton won in 1921 het AAA kampioenschap, de voorloper van de IndyCar. Hij won dat jaar drie kampioenschapsraces. Hij reed tijdens zijn carrière 102 AAA kampioenschapsraces, waarvan hij er twintig won. Dertig keer eindigde hij op het podium als niet-winnaar. Tussen 1949 en 1957 was hij "Chief Steward" op de Indianapolis Motor Speedway. Hij overleed in 1962 op 68-jarige leeftijd aan de gevolgen van een ziekte.